# Lady Jane
«Lady Jane» es una canción de la banda de rock inglesa The Rolling Stones, escrita por el dúo de compositores Mick Jagger y Keith Richards, inicialmente incluida en su álbum Aftermath, que fue lanzado el 15 de abril de 1966. Brian Jones presentó la incorporación instrumental del rock barroco que estaba comenzando a ser utilizado, influyendo en la creación del estilo musical conocido más adelante como música del mundo. La canción fue lanzada como lado B del sencillo de «Mother's Little Helper» el 2 de julio de 1966, alcanzando el número 24 del Billboard Hot 100.

## Inspiración y composición
La canción fue escrita durante un hito en la carrera de grabación de The Rolling Stones, en la que Mick Jagger y Keith Richards emergieron como los principales compositores del grupo. En el álbum anterior de la banda, Out of Our Heads, el dúo compartió créditos en solo tres temas. En Aftermath, sin embargo, los dos fueron acreditados en cada pista, por lo que es el primer álbum que se compone exclusivamente de material original de la banda. Fue también durante este período que Brian Jones, a pesar de perder el control en la producción de material para la banda, aportó diferentes instrumentos para el repertorio. Joe S. Harrington ha observado que el arreglo de clavicordios que The Beatles ofrecieron en la canción «In My Life», de 1965, hizo considerar a Jones la inclusión de arreglos instrumentales del barroco.
«Lady Jane» fue escrita y compuesta por Jagger a principios de 1966 después de leer el entonces controvertido libro, El amante de Lady Chatterley, que utiliza el término «Lady Jane» para describir los genitales femeninos. Según Jagger, "los nombres (en la canción) son todos históricos, pero es realmente inconsciente que debían encajar juntos en el mismo período". El desarrollo más impactante fue realizado por Jones, que ya no era la principal fuerza musical de la banda, buscando métodos para mejorar las texturas musicales de los Rolling Stones.
Expresó su intriga por incorporar instrumentos culturalmente diversos en la música de la banda, investigando el sitar, el koto, la marimba, entre otros. Jones habló con la prensa sobre la utilización del Dulcémele de los Apalaches en composiciones, aunque parecía un poco inseguro del instrumento, diciendo "Es un viejo instrumento inglés usado a principios del siglo". El dulcémele atrajo su atención en marzo de 1966, cuando Jones comenzó a escuchar las grabaciones de Richard Farina. La influencia de estas grabaciones se manifestaría en Aftermath, donde Jones tocó con el dulcémele en dos pistas, en «I Am Waiting» y, más distintivamente, en «Lady Jane». Esto más tarde atribuyó a Jones el estatus de pionero temprano en la música del mundo, y efectivamente cambiando la banda de blues rock a un grupo de pop versátil.

## Grabación y lanzamiento
La versión final fue grabada del 6 al 9 de marzo de 1966, en los RCA Studios de Los Ángeles, con el ingeniero de sonido Dave Hassinger guiando a la banda durante el proceso (a pesar de que Andrew Loog Oldham fue acreditado como productor).
Mark Brend ha indicado que la influencia del dulcémele de Farina se puede oír claramente, más perceptiblemente en la contra-melodía recurrente de Jones a forma de pregunta- respuesta con la voz de Jagger. Por otro lado, se destaca el acompañamiento realizado por Jack Nitzche con el clave, en mitad de la canción.
«Lady Jane» exhibe influencias del autor Geoffry Chaucer, particularmente por la dicción cómica de Jagger. Para Richards, "Lady Jane es muy isabelina, hay algunos lugares en Inglaterra donde la gente todavía habla de esa manera". La melodía vocal se sitúa en el rango subtónico, en lugar del grado convencional de séptima escala, que presenta un estilo renacentista modal. Aunque estilísticamente las dos canciones tienen poco en común, la modalidad conecta la melodía oriental y las armonías de «Lady Jane» a «Paint It, Black».
El sencillo fue lanzado en los Estados Unidos el 2 de julio de 1966, con «Mother's Little Helper» en el lado A y «Lady Jane» en el lado B. Las dos canciones lograron trepar en el Billboard Hot 100, en el puesto 8 y 24 respectivamente, convirtiéndose en uno de los pocos sencillos con dos hits.

## Personal
Acreditados:
- Mick Jagger: voz
- Keith Richards: guitarra acústica
- Brian Jones: dulcémele
- Bill Wyman: bajo
- Charlie Watts: xilófono
- Jack Nitzsche: clave

## Posicionamiento en las listas semanales
| Listas (1966)                      | Mejor posición |
| ---------------------------------- | -------------- |
| Bélgica (Flandes) (Ultratop 50)    | 12             |
| Bélgica (Valonia) (Ultratop 50)    | 5              |
| Canadá (RPM Top Singles)           | 91             |
| Estados Unidos (Billboard Hot 100) | 24             |
| Italia (Musica e dischi)           | 20             |